# Romansvit om Romarriket
Under 1980-talet skrev Vibeke Olsson en romansvit i sex delar, som utspelar sig i Romarriket mellan 249 e.Kr. och 313 e.Kr. Serien består av  Hedningarnas förgård från 1982, Kvarnen och korset från 1984, Sabina från 1985, Sabina och Alexander från 1987, Krigarens sköld  från 1988 och En plats att vila på från 1989. Då läsaren under seriens gång får följa en familj under fyra generationer, så kan den också kallas för en släktkrönika. Vibeke Olsson har senare skrivit andra böcker, som också utspelar sig i Romarriket, men som inte ingår i den här serien. 1998 gavs de fyra första delarna i serien ut i en samlingsvolym: Sabinas bok.

## Hedningarnas förgård(1982)
Året är 249 e.Kr. och i ett mycket rikt hus i Rom, som fortfarande är huvudstad i ett jättelikt imperium, bor slavinnan Callistrate. Hon är en av de simplaste slavinnorna i huset, och fast hon bara är sjutton år gammal, är det redan dags för henne att föda sitt andra barn. Callistrate får en dotter, men flickans högerarm är missbildad. Sådana barn hade inget värde i Romarriket, och det är nära att den lilla flickan dödas direkt efter födseln. På den här tiden var det nämligen fullt lagligt att döda nyfödda barn. Och om ett barn var missbildat var det nästan rent av en plikt att döda det, för en missbildad människa skulle ändå aldrig kunna vara till någon nytta, utan bara vara till besvär för andra. Men nu har Callistrate redan förlorat sitt första barn, en liten pojke, och hon står inte ut med att förlora ett barn till. Men att hon vägrar låta den här lilla flickan dö har förstås också sitt pris. Callistrate blir därför inte bara piskad, utan hon får inte heller längre stanna kvar i det hus, där hon föddes, har växt upp och har bott ända tills nu. Tillsammans med sin nyfödda dotter, som får namnet Sabina, hamnar hon nu på slavmarknaden, där de ska säljas till ett okänt öde.
De har ändå tur i oturen, när de till slut hamnar hos ett snällt äldre par, skräddaren Isak och hans hustru Monnica. Men de är ganska fattiga, och så bor de i Transtiber, som var en av Roms fattigare stadsdelar. Nu måste också Callistrate och Sabina flytta dit, till slummen. För Callistrate blir fattigdomen där borta en chock, för trots att hon är en simpel slavinna, som inte ens har fått lära sig läsa, är hon ju van att leva i ett rikt hem. Men i Transtiber (som finns kvar än i dag under det modernare namnet Trastevere) är ju nästan alla mer eller mindre fattiga, och hela stadsdelen är som en mardrömsvärld av trångboddhet, hunger, smuts och förnedring. Människorna där kan knappast försvara sig mot övergrepp från de rika och mäktiga i samhället. Fast de flesta i slummen förväntar sig inte heller något annat, och de försöker bara ha det så bra som möjligt för stunden.
Men det finns också människor i Transtiber, som tänker på ett annat sätt än vad staten vill att de ska tänka, som känner att samhället skulle kunna vara annorlunda. Isak och Monnica är kristna, och det är de inte heller ensamma om i slummen. Callistrate kan till en början inte förstå sig på kristendomen, för det är en helt främmande tro för henne, och den verkar gå emot allt hon fick lära sig i sitt barndomshem. Dessutom blir hon förälskad i vattenbäraren Eunicius, som inte alls tycker om kristendomen. Men snart kan hon ändå inte låta bli att lockas till dessa annorlunda människor, som radikalt nog ger även slavarna och de fattiga, till och med hennes missbildade dotter Sabina, ett riktigt människovärde.
Men de mäktiga i Romarriket är rädda för kristendomen, som är så annorlunda än alla andra religioner i deras närhet. Och om det skulle gå dåligt för riket en tid, brukar de kristna få skulden, för de vill vare sig offra till statens gudar eller dyrka kejsaren som en gud, och detta tolkas som att de är "opatriotiska" och därmed drar olycka över riket. Även vanligt folk har fått lära sig att tro att "de där kristianerna" är "skitiga" och "ogudaktiga", och därför möter de kristna ofta förakt från sina hedniska grannar och släktingar. Och nu har Romarriket hamnat i en ny ekonomisk kris, vilket får kejsar Decius att starta nya statliga förföljelser mot de kristna. När kejsarens soldater skickas ut tidigt en morgon för att arrestera alla i Rom, som har vägrat att offra till kejsaren och statens gudar, så råkar även Callistrate illa ut.

## Kvarnen och korset(1984)
Det har nu gått sju år sedan händelserna i Hedningarnas förgård, så året borde vara 257 e.Kr. Slavinnan Callistrate, som fortfarande var tonåring i den förra boken, har nu hunnit komma upp i tjugofemårsåldern. Trots att hon fortfarande är ganska ung har åtta graviditeter, det ständiga vattenbärandet och arbetet med hyreskasernernas grovsysslor åldrat henne i förtid. Fast där i slummen i Transtiber, där hon fortfarande bor kvar, är ungdomen i regel kort. Så ingen kan förundra sig över att det har gått så också med Callistrate. Dessutom har hon faktiskt tur, då hon har det relativt bra tillsammans med sin man och sina tre barn.
Callistrate är fortfarande gift med Eunicius, som hon träffade i Hedningarnas förgård. Han är bara några år äldre än sin fru, men ändå har han redan hunnit vara vattenbärare och stenhuggare, och nu är han kvarndragare. Där i storstaden Rom behövs det nämligen många starka karlar, som med sin muskelkraft kan få stadens kvarnar att mala allt mjöl, som miljonstadens invånare behöver till sin mat. Själv måste Callistrate göra kvinnosysslor som att skura, städa, tvätta och diska hela dagarna. De flesta i Transtiber har inte vattenledningar eller avloppsledningar inne i sina lägenheter, för trots att romarna har byggt fina akvedukter och kloaker, är det bara på husens bottenvåningar som man har tillgång till dem inomhus. Därför måste Callistrate, liksom så många andra kvinnor i Transtiber, som inte råkar ha turen att få bo på en bottenvåning, bära vatten upp för trapporna och bära slask ner för trapporna flera gånger om dagen. Sabina har hunnit bli åtta år gammal och arbetar i ett bageri, där hon får slita hårt för att kompensera för sin saknade arm. De flesta av Callistrates många barn har dött ifrån henne som små, men hon har fått behålla två till, som Eunicius är far till: sonen Onesimus och dottern Eunice. Men de är fortfarande för små för att behöva arbeta.
Det har gått sju år sedan kejsar Decius förföljelser, och sedan dess har Callistrate inte träffat någon annan kristen. Många av de andra kristna i Transtiber dog då, och eftersom hon tvingades offra till statens gudar och därmed blev en avfälling, har hon inte heller förmått sig att söka upp de andra kristna, som också hade turen att överleva förföljelserna. Dessutom har hon fortfarande kvar många hedniska tankar, som hon en gång fick lära sig i sitt barndomshem. Men hon tänker ändå ofta på Kristus, han som var Guds son, men som ändå blev korsfäst som en slav, och som ändå älskar även de uslaste människorna på Jorden. Och när hon plötsligt återigen får träffa andra kristna, kan hon inte låta bli att gå tillbaks till kristendomen. Men inte heller den här gången möter hon någon förståelse från den evige hedningen Eunicius. Och kejsar Valerianus har dessutom startat nya statliga förföljelser mot de kristna, där till och med gudstjänsterna är förbjudna. Och snart börjar Callistrates värld, som ändå var ganska lycklig trots allt hårt arbete och all fattigdom, rasa samman bit för bit.

## Sabina(1985)
Det har gått sexton år sedan händelserna i Kvarnen och korset.  Vi har hunnit fram till 270-talet e.Kr., och den enarmade slavflickan Sabina har blivit en vuxen kvinna. Vid åtta års ålder köptes hon tillbaks till det rika hus där hon en gång föddes, för att uppfostras till lärarinna åt slavbarnen. Nu är hon tjugofyra år gammal, räddad undan tillvaron som arbetsslav i slummen men känslomässigt isolerad från de andra slavarnas gemenskap.
Sabinas bror Onesimus bor fortfarande i Transtiber, med sin fru Agathe och deras tre små barn. Han har blivit kvarndragare liksom hans far en gång var. Hennes mor Callistrate och lillasyster Eunice lever på en bordell i stadens utkanter. Callistrate är fånge sedan många år, dömd till livstids bordelltjänst för att ha deltagit i en kristen samling. Eunice, som alltid varit vacker, har köpts in av bordellmamman efter ett besök hos sin mor. Yngst och vackrast lever hon i tillfälligt privilegium som bordellens dyraste hora. Sabina hälsar på sin mor och sina syskon så ofta hon kan, fast både fattigdomen i Transtiber och moderns tröstlösa liv på bordellen fyller henne med förtvivlan och främlingskap.
Sabina fruktar att livet ska gå henne förbi. Hon ser hur andra kvinnor får barn efter barn, medan ingen man vill ha henne eller få barn med henne på grund av hennes missbildning. Men en dag förändras allting, då hennes herre, Aulus Plinius, plötsligt börjar intressera sig för henne. Sabina blir gravid nästan direkt, men strax efter det dör Aulus Plinius. Hans änka, fru Aelia, bestämmer sig då för att sälja Sabina, för att slippa se hennes barn. Hennes nye herre blir Fabius Alexander, som är centurion i armén. Sabina ska bli lärarinna åt hans barn. Men det betyder också att Sabina nu måste lämna storstaden och huvudstaden Rom, som hon anser är "världens mittpunkt", och flytta ända bort till den avlägsna provinsen Germanien (nuvarande södra Tyskland), som hon anser är "världens utkant".

## Sabina och Alexander(1987)
Det har gått ytterligare ett antal år, och vi har hunnit fram till 280-talet e.Kr. Sabina arbetar fortfarande som lärarinna hos centurionen Fabius Alexander i Germanien. Alexanders första hustru Haike dog i slutet av förra boken, och sedan dess har Sabina nästan också varit som en slags mor åt deras tre barn: Primigenia, Titus och Fortunata. Och Sabina har också ett eget barn, sonen Callixtus, vars far var adelsmannen Aulus Plinius, som dog innan hans sistfödde son föddes.
Sabina kan aldrig sluta längta tillbaka till storstaden och huvudstaden Rom, där hon ju levde de första tjugofyra åren av sitt liv. Men det verkar som om hon till sin förtvivlan i stället måste tillbringa resten av sitt liv i olika småstäder i Germanien. Sabina lär sig aldrig att låta bli att tycka att Germanien är alldeles för "barbariskt", fast hon ändå hela tiden får bo i något av de områden, som romarna har ockuperat. Och där uppe vid Romarrikets allra nordligaste gränser är det också nästan alltid krig mot någon av de olika germanska stammarna, och när "barbarerna" kommer och anfaller romarna kan man aldrig heller veta vad som händer. 
Men det händer också trevliga saker i Sabinas liv. Kärleken mellan Sabina och hennes herre Alexander växer genom åren, och till slut händer också det otroliga: Alexander friger Sabina och gifter sig med henne. Även hennes son Callixtus blir nu frigiven. Och till slut får Sabina till och med återse sitt älskade Rom, även om det bara är en semesterresa. Och hon får också två små barn med Alexander: dottern Paulina och sonen Drusus. Men där uppe i det krigiska Germanien är det inte lätt att få vara lycklig i längden.

## Krigarens sköld(1988)
Vi har kommit ända fram till de allra första åren av 300-talet e.Kr., och i en koppargruva sitter Callixtus, Sabinas äldste son, och skriver ner sitt livs historia. Callixtus är dömd till livstids straffarbete i gruvan, och han vet att han inte kan hoppas på att få komma levande därifrån. Men han tänker att dessa skriftrullar ska göra så att han i alla fall inte blir helt bortglömd, bara någon får läsa dem någon gång. Callixtus är egentligen son till adelsmannen Aulus Plinius, men han dog redan innan han föddes, så Callixtus har alltid sett centurionen Fabius Alexander, som till slut gifte sig med hans mor Sabina, som sin far. Han var bara i tolvårsåldern när de båda två plötsligt dog inom bara ett halvår, och sedan dess har han varit föräldralös.
Innan han hamnade i gruvan levde Callixtus den största delen av sitt liv i den lilla gränsstaden Mogontiacum (som i dag heter Mainz och ligger i södra Tyskland), där minst hälften av männen är soldater eller officerare i armén. Och det behövs verkligen också många soldater och officerare där vid Romarrikets nordligaste gränser, för de olika germanska stammarna kan ju anfalla romarna när som helst. Därför var Callixtus bara femton år gammal när också han tog värvning och blev soldat. Och han var bara nitton år gammal när han till och med blev centurion. Men efter att han förlorade ett ben och ett öga i ett krig mot frankerna blev han ändå tvungen att lämna armén, och han blev vapensmed i stället.
Men till slut fann han trots allt kärleken i Elisabet. Hon var en slavinna av afrikanskt ursprung, som föddes i Alexandria i Egypten. Hon var bara tretton år gammal när hon tvingades lämna Alexandria, och efter det fick hon aldrig återse sin barndoms stad. Därefter började hon också en tjugo år lång bana som prostituerad. Det var först när hon kom upp i trettioårsåldern och nästan ansågs vara gammal, som hon äntligen fick chansen att börja leva ett annat slags liv. Callixtus och Elisabet fick sonen Onesimus tillsammans, men lyckan blev inte långvarig för dem. Och nu kan Callixtus inte göra något annat än att skriva ner sitt livs historia, han hoppas på att hans son Onesimus ska få läsa den en vacker dag, och vänta på att döden ska befria honom från koppargruvan.

## En plats att vila på (1989)
I den sjätte och sista delen i serien har vi kommit ända fram till 310-talet e.Kr. Till skillnad från de tidigare fem delarna har denna bok flera olika huvudpersoner. Men de har en gemensam nämnare, och det är att de alla på olika sätt påverkas av det hårda inbördeskriget år 312 mellan Constantinus (senare mer känd som Konstantin den store) och hans rival Maxentius.
Onesimus är son till Callixtus och Elisabet, men han blev tidigt föräldralös. Men han fick trots allt en bra fosterfamilj. De kan dock inte läsa, och därför kan inte heller Onesimus göra det. Fast han skulle vilja lära sig det, om inte annat för att han då skulle kunna läsa de rullar, som hans far skickade till honom från koppargruvan. Onesimus började redan som nioåring att drömma om att en dag få komma in i armén, eftersom hans far hade varit soldat och till och med centurion. Men han är en slav, och slavar får inte ta värvning, det är ett av de fria männens privilegier. När han är tretton år gammal blir han mulåsnedrivare i armén. Han ska ta hand om en av arméns mulåsnor. Och han är bara fjorton år gammal, när han måste följa med armén ut i inbördeskriget. Det visar sig dock snart att Onesimus egentligen är för känslig för att tåla allt blod och allt våld. Han skäms för att han fortfarande har lätt för att gråta, och att han inte heller tål vin lika bra som andra. Han tror nämligen att "en riktig karl" ska tåla mer än så. Onesimus är också en stor djurvän, vilket egentligen gör honom till en bra djurskötare. Men det blir problem, när soldaterna tvingar honom att hjälpa till med slakt. Inbördeskriget blir med andra ord en plåga för honom.
Primigenia är dotter till centurionen Fabius Alexander och hans första fru Haike. Hon blev sedan Sabinas styvdotter och Callixtus styvsyster, och hon är alltså också Onesimus styvfaster. Hon var sjutton år gammal när hon för första gången träffade den kristne bagaren Efraim. Och trots sin hedniska familjs motvilja blev hon snart själv kristen och gifte sig sedan med Efraim. Efter att många år senare ha blivit änka, gifte Primigenia om sig med diakonen Crescens, som är homosexuell. De har därför ett kärlekslöst skenäktenskap, som bara är till för att Primigenia och hennes tre yngsta barn ska få försörjning, och för att Crescens ska verka som om han passar in som kristen. Men allt detta spricker till slut ändå en dag, när Crescens blir ertappad med att förgripa sig på en slavpojke, vilket gör att han nu genast måste lämna kyrkan.
Aelia lever i en helt annan värld än resten av huvudfigurerna i den här boken, för hon är en ung adelsdam, som är van med att bo i fina villor och att slavar passar upp på henne. Hon är dotterdotter till en annan Aelia, hon som en gång sålde slavinnan Sabina till Germanien, och till Aulus Plinius, han som blev Callixtus far och Onesimus farfar. Aelia och Onesimus är alltså halvkusiner, men det får de aldrig veta. Däremot blir Aelia förälskad i centurionen Drusus (Onesimus halvfarbror), som nästan också är släkt med henne. Men det är ju så, att han som centurion absolut inte har samma höga rang som hon, som trots allt är en tribuns dotter. Och inbördeskriget drabbar till slut även dem. Framför allt Aelia råkar illa ut på ett sätt, som hon aldrig hade kunnat drömma om.